# 甘波早熟禾
甘波早熟禾（学名：Poa gamblei）为禾本科早熟禾属下的一个种。